# HMS Conqueror (1881)
El HMS Conqueror fue un acorazado de defensa costera de la Marina Real, cuyo principal armamento era un espolón blindado .

## Descripción
Fue el primer buque de la Clase Conqueror, con su único buque gemelo el HMS Hero, se completó dos años más tarde. En el momento de su diseño se consideraba que los ataques de embestida eran la maniobra ofensiva más eficaz contra los buques de guerra acorazados, porque el blindaje de la época fue, durante un breve periodo de tiempo, capaz de ofrecer la suficiente resistencia contra la mayoría de los cañones existentes contemporáneos. Esta creencia se vio reforzada por la acción en la batalla de Lissa, cuando el buque de guerra de la Armada austrohúngara SMS Ferdinand Max embistió y hundió al ironclad italiano Re D'Italia. El buque italiano era en el momento de su hundimiento un blanco estático, un detalle que parece no recibió, en la mente de los arquitectos navales, la atención que se merecía.

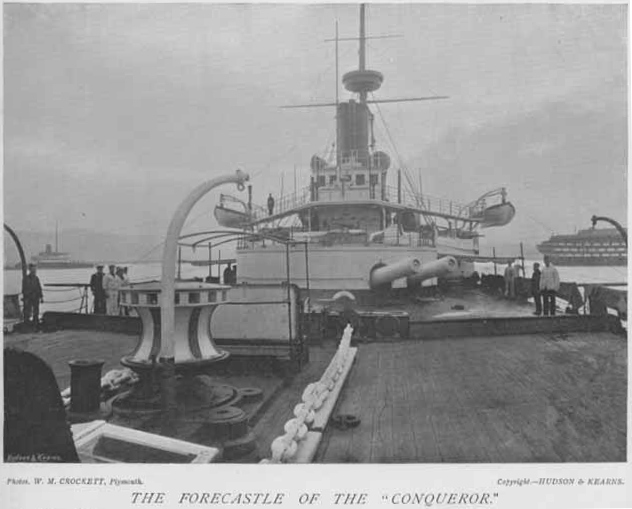
Castillo de proa del HMS Conqueror y sus cañones de 305 mm (12")

Los cañones de retrocarga del Conqueror eran de 305 mm (12"), y veinticinco calibres (305 × 25 = 7,625 m). Disparaban proyectiles de 324 kg de peso (714 libras ), con una velocidad inicial de salida 582 m/s (1910 ft/segundo), podían penetrar un blindaje de la época de 254 mm (10 in) impactando con un ángulo cercano a los 90°; mucho menos, sin embargo, en el caso mucho más probable de un impacto oblicuo. Se colocaron muy cerca de la cubierta, y se encontró que una descarga por la proa causaba importantes daños en la cubierta y equipos situados sobre ella tanto por el fogonazo, como por la onda expansiva. Si disparaba a popa, causaba daños en el puente y en las superestructura, por lo cual, solo podía disparar en andanadas laterales, en un ángulo de unos 45°. Es, por supuesto, que la artillería principal, estaba destinada a ser utilizada contra un buque que hubiera eludido un ataque por embestida, por lo que era útil a pesar de sus limitaciones en el caso del Conqueror.
Los cañones menores estaban destinados a ser utilizados contra objetivos pequeños que podrían evadir el espolón y contra los que no valía la pena utilizar la artillería pesada. Seis tubos lanzatorpedos -el mayor número instalados hasta la fecha en un buque de guerra- fueron colocados en popa y estaban destinados a ser utilizados contra un buque que se situara a su popa, evitando el armamento principal del Conqueror.

## Historial
Fue dado de alta el 5 de julio de 1887 para la revista naval del Jubileo de oro de la reina Victoria. Entró en reserva en Devonport y pasó a ser auxiliar de la escuela de artillería de Cambridge a partir de 1889. Participó en maniobras al menos en ocho ocasiones, siempre visible desde la costa. Durante las maniobras tenía un capitán separado, pero aparte de eso parece haber estado bajo el mando general del capitán de la escuela Cambridge. En marzo de 1900, tres miembros de su tripulación resultaron gravemente heridos en un accidente durante una práctica de tiro. El buque fue apartado del servicio activo en julio de 1902, pero volvió a participar en maniobras durante el verano de 1903. Aparte de eso, permaneció amarrado en Rothesay hasta su venta para desguace en 1907.